# سيدريك أنسيلين
سيدريك أنسيلين (24 يوليو 1977

 في لنس) (بالفرنسية: Cédric Anselin)‏ لاعب كرة قدم فرنسي يلعب حاليا في نادي لوستوفت الهاوي الإنجليزي في خط الوسط .
لعب أنسيلين في أندية بوردو ، ليل ، نوريتش سيتي الإنجليزي، روس كاونتي الاسكتلندي ، أورينت بيتروليرو البوليفي ، كامبريدج يونايتد الإنجليزي، كينغ لين الإنجليزي، وديريهام تاون الإنجليزي .
ساهم أنسيلين برفقة زملائه زين الدين زيدان ، بيسنتي ليزارازو ، وكريستوف دوغاري في تأهل نادي بوردو إلى المباراة النهائية لبطولة كأس الاتحاد الأوروبي موسم 1995/1996 .

## روابط خارجية
- سيدريك أنسيلين على موقع رابطة كرة القدم الفرنسية للمحترفين (الإنجليزية)
- سيدريك أنسيلين على موقع قاعدة بيانات كرة القدم.إي يو (الإنجليزية)
- سيدريك أنسيلين على موقع Soccerbase.com (لاعب) (الإنجليزية)
- سيدريك أنسيلين على موقع عالم كرة القدم.نت (الإنجليزية)